# Kwas petydynowy
Kwas petydynowy, petydyny półprodukt C – organiczny związek chemiczny, prekursor petydyny objęty jednolitą konwencją o środkach odurzających z 1961 roku. W Polsce jest w grupie I-N Ustawy o przeciwdziałaniu narkomanii.